# Ara Abrahamian
Ara Abrahamian –en armenio, Արա Աբրահամյան– (Leninakan, URSS, 27 de julio de 1975) es un deportista sueco de origen armenio que compitió en lucha grecorromana.
Participó en tres Juegos Olímpicos de Verano, obteniendo una medalla de plata en Atenas 2004, el sexto lugar en Sídney 2000. En Pekín 2008 obtuvo la medalla de bronce, pero fue descalificado por el COI, ya que rechazó la medalla en la ceremonia de premiación, al no estar de acuerdo con el resultado de su combate de semifinales, que consideró desfavorable por parte de los árbitros.
Ganó tres medallas en el Campeonato Mundial de Lucha entre los años 2001 y 2003, y tres medallas en el Campeonato Europeo de Lucha entre los años 2001 y 2008.

## Palmarés internacional
| Juegos Olímpicos   | Juegos Olímpicos      | Juegos Olímpicos  | Juegos Olímpicos |
| Año                | Lugar                 | Medalla           | Categoría        |
| ------------------ | --------------------- | ----------------- | ---------------- |
| 2004               | Atenas (Grecia)       | Medalla de plata  | 84 kg            |
| 2008               | Pekín (China)         | DSC               | 84 kg            |
| Campeonato Mundial |                       |                   |                  |
| Año                | Lugar                 | Medalla           | Categoría        |
| 2001               | Patras (Grecia)       | Medalla de oro    | 76 kg            |
| 2002               | Moscú (Rusia)         | Medalla de oro    | 84 kg            |
| 2003               | Créteil (Francia)     | Medalla de plata  | 84 kg            |
| Campeonato Europeo |                       |                   |                  |
| Año                | Lugar                 | Medalla           | Categoría        |
| 2001               | Estambul (Turquía)    | Medalla de plata  | 76 kg            |
| 2002               | Seinäjoki (Finlandia) | Medalla de plata  | 84 kg            |
| 2008               | Tampere (Finlandia)   | Medalla de bronce | 84 kg            |